# Episodi di Kraft Television Theatre (terza stagione)
La terza stagione della serie televisiva Kraft Television Theatre è stata trasmessa in anteprima negli Stati Uniti d'America dalla NBC tra il 21 settembre 1949 e il 20 settembre 1950.
| nº | Titolo originale               | Titolo italiano | Prima TV USA      | Prima TV Italia |
| -- | ------------------------------ | --------------- | ----------------- | --------------- |
| 1  | The Man in Half Moon Street    |                 | 21 settembre 1949 |                 |
| 2  | Climax                         |                 | 28 settembre 1949 |                 |
| 3  | Apple of His Eye               |                 | 5 ottobre 1949    |                 |
| 4  | Your Friendly Nabors           |                 | 12 ottobre 1949   |                 |
| 5  | Accidentally Yours             |                 | 19 ottobre 1949   |                 |
| 6  | To Dream Again                 |                 | 26 ottobre 1949   |                 |
| 7  | Whistling in the Dark          |                 | 2 novembre 1949   |                 |
| 8  | Happy Ending                   |                 | 9 novembre 1949   |                 |
| 9  | The Happiest Years             |                 | 16 novembre 1949  |                 |
| 10 | In Love with Love              |                 | 23 novembre 1949  |                 |
| 11 | Seen But Not Heard             |                 | 30 novembre 1949  |                 |
| 12 | The Comedy of Errors           |                 | 7 dicembre 1949   |                 |
| 13 | The Nantucket Legend           |                 | 14 dicembre 1949  |                 |
| 14 | The Glove                      |                 | 21 dicembre 1949  |                 |
| 15 | New Brooms                     |                 | 28 dicembre 1949  |                 |
| 16 | The Naborly Feeling            |                 | 4 gennaio 1950    |                 |
| 17 | As Husbands Go                 |                 | 11 gennaio 1950   |                 |
| 18 | The Vinegar Tree               |                 | 18 gennaio 1950   |                 |
| 19 | Kelly                          |                 | 25 gennaio 1950   |                 |
| 20 | The Old Ladies                 |                 | 1º febbraio 1950  |                 |
| 21 | The Dark Tower                 |                 | 8 febbraio 1950   |                 |
| 22 | The Silent Room                |                 | 15 febbraio 1950  |                 |
| 23 | Valley Forge                   |                 | 22 febbraio 1950  |                 |
| 24 | Mrs. Moonlight                 |                 | 1º marzo 1950     |                 |
| 25 | The Nineteenth Hole            |                 | 8 marzo 1950      |                 |
| 26 | Ladies in Retirement           |                 | 15 marzo 1950     |                 |
| 27 | The Queen's Husband            |                 | 22 marzo 1950     |                 |
| 28 | The Copperhead                 |                 | 29 marzo 1950     |                 |
| 29 | A Doll's House                 |                 | 5 aprile 1950     |                 |
| 30 | The Lucky Finger               |                 | 12 aprile 1950    |                 |
| 31 | Make Way for Lucia             |                 | 19 aprile 1950    |                 |
| 32 | Black Sheep                    |                 | 26 aprile 1950    |                 |
| 33 | The Fourth Step                |                 | 3 maggio 1950     |                 |
| 34 | Macbeth                        |                 | 10 maggio 1950    |                 |
| 35 | Storm in a Teacup              |                 | 17 maggio 1950    |                 |
| 36 | The House Beautiful            |                 | 24 maggio 1950    |                 |
| 37 | The Luck of Guldeford          |                 | 31 maggio 1950    |                 |
| 38 | The Doctor in Spite of Himself |                 | 7 giugno 1950     |                 |
| 39 | Good Housekeeping              |                 | 14 giugno 1950    |                 |
| 40 | Noah                           |                 | 21 giugno 1950    |                 |
| 41 | The Wind Is Ninety             |                 | 28 giugno 1950    |                 |
| 42 | Jeannie                        |                 | 5 luglio 1950     |                 |
| 43 | Murder on the Nile             |                 | 12 luglio 1950    |                 |
| 44 | Accent on Youth                |                 | 19 luglio 1950    |                 |
| 45 | Mr Barry's Etchings            |                 | 26 luglio 1950    |                 |
| 46 | January Thaw                   |                 | 2 agosto 1950     |                 |
| 47 | Feathers in a Gale             |                 | 9 agosto 1950     |                 |
| 48 | September Tide                 |                 | 16 agosto 1950    |                 |
| 49 | The First Mrs. Fraser          |                 | 23 agosto 1950    |                 |
| 50 | The Detour                     |                 | 30 agosto 1950    |                 |
| 51 | The Last Trump                 |                 | 6 settembre 1950  |                 |
| 52 | The Great Big Doorstep         |                 | 13 settembre 1950 |                 |
| 53 | The Last Stop                  |                 | 20 settembre 1950 |                 |